# 24e session du Comité du patrimoine mondial
La 24e session du Comité du patrimoine mondial s'est tenue du 27 novembre au 2 décembre 2000 à Cairns, en Australie.

## Participants
Le bureau du Comité est, pour la session, constitué des pays suivants :
- Présidence : Australie
- Vice-présidence : Canada, Équateur, Finlande, Maroc, Thaïlande
- Rapporteur : Zimbabwe
- Autres membres : Afrique du Sud, Belgique, Bénin, Chine, Colombie, Corée du Sud, Cuba, Égypte, Grèce, Hongrie, Italie, Malte, Mexique, Portugal

## Liste

### Inscriptions
Pendant cette session, 61 nouveaux biens inscrits sur la liste du patrimoine mondial, dont cinquante de type culturel et onze de type naturel,. Plusieurs pays concentrent plusieurs inscriptions : cinq biens sont inscrits en Espagne, quatre en Belgique et Chine, trois en Italie, Russie, et deux en Allemagne, Argentine, Arménie, Bolivie, Brésil, Corée du Sud, Malaisie, Royaume-Uni et Suède. Il s'agit de l'avant-dernière année où une telle situation se produit : à partir de 2002, les pays membres ne peuvent plus proposer l'examen que d'un unique bien et le nombre total de sites à examiner est limité à 30 par session (45 après 2004).
L'Azerbaïdjan, la Malaisie, le Nicaragua et le Suriname connaissent leurs premières inscriptions.
Dans le tableau ci-dessous, les graphies des biens sont celles données par l'UNESCO.
| Id.  | Bien                                                                                | Pays             | Superficie (ha) | Critères et notes | Coordonnées | Illus. |
| ---- | ----------------------------------------------------------------------------------- | ---------------- | --------------- | --- | --- | ------ |
| 985  | uKhahlamba / parc du Drakensberg                                                    | Afrique du Sud   | 242 813         | Naturel, (i), (iii), (vii), (x) Étendu en 2013 au Lesotho. | 29° 22′ 59″ S, 29° 32′ 28″ E |        |
| 974  | Île monastique de Reichenau                                                         | Allemagne        |                 | Culturel, (iii), (iv), (vi) | 47° 41′ 35″ N, 9° 03′ 47″ E |        |
| 534  | Le royaume des jardins de Dessau-Wörlitz                                            | Allemagne        | 11,891          | Culturel, (ii), (iv) | 51° 50′ 49″ N, 12° 25′ 30″ E |        |
| 995  | Ensemble (es) et les estancias jésuites (es) de Córdoba                             | Argentine        | 38,12           | Culturel, (ii), (iv) 6 sites distincts : Manzana Jesuítica (es), Estancia d'Alta Gracia, Estancia de Jesús María (es), Estancia Santa Catalina, Estancia jésuitique de Caroya, Estancia La Candelaria (es) | 31° 39′ 22″ S, 64° 26′ 06″ O |        |
| 966  | Parcs naturels d'Ischigualasto / Talampaya                                          | Argentine        | 275 369         | Naturel, (viii) | 29° 48′ 00″ S, 67° 49′ 59″ O |        |
| 1011 | Cathédrale et les églises d'Etchmiadzine et le site archéologique de Zvarnotz       | Arménie          | 74,3            | Culturel, (ii), (iii) | 40° 09′ 32″ N, 44° 17′ 42″ E |        |
| 960  | Monastère de Gherart et la haute vallée de l'Azat                                   | Arménie          | 2,7             | Culturel, (ii) | 40° 09′ 32″ N, 44° 47′ 49″ E |        |
| 917  | Région des montagnes bleues                                                         | Australie        | 1 032 649       | Naturel, (ix), (x) | 33° 42′ S, 150° 00′ E |        |
| 970  | Paysage culturel de la Wachau                                                       | Autriche         | 18 462          | Culturel, (ii), (iv) | 48° 21′ 50″ N, 15° 26′ 02″ E |        |
| 958  | Cité fortifiée de Bakou avec le palais des Chahs de Chirvan et la tour de la Vierge | Azerbaïdjan      | 21,5            | Culturel, (iv) | 40° 22′ 01″ N, 49° 49′ 59″ E |        |
| 625  | Ensemble du château de Mir                                                          | Biélorussie      | 27              | Culturel, (ii), (iv) Ensemble du château de Mir | 53° 27′ 04″ N, 26° 28′ 23″ E |        |
| 1009 | Cathédrale Notre-Dame de Tournai                                                    | Belgique         | 0,4963          | Culturel, (ii), (iv) | 50° 36′ 25″ N, 3° 23′ 20″ E |        |
| 1005 | Habitations majeures de l'architecte Victor Horta (Bruxelles)                       | Belgique         |                 | Culturel, (i), (ii), (iv) Comprend l'hôtel Tassel, l'hôtel van Eetvelde, l'hôtel Solvay, la maison et l'atelier Horta | 50° 49′ 41″ N, 4° 21′ 43″ E |        |
| 996  | Le centre historique de Bruges                                                      | Belgique         | 410             | Culturel, (ii), (iv), (vi) | 51° 12′ 32″ N, 3° 13′ 30″ E |        |
| 1006 | Minières néolithiques de silex de Spiennes (Mons)                                   | Belgique         | 172             | Culturel, (i), (iii), (iv) | 50° 25′ 12″ N, 3° 58′ 59″ E |        |
| 967  | Parc national Noel Kempff Mercado                                                   | Bolivie          | 1 523 446       | Naturel, (ix), (x) | 14° 13′ 48″ S, 60° 50′ 49″ O |        |
| 567  | Tiwanaku : centre spirituel et politique de la culture tiwanaku                     | Bolivie          | 71,5            | Culturel, (iii), (iv) Tiwanaku | 16° 33′ 18″ S, 68° 40′ 23″ O |        |
| 999  | Aire de conservation du Pantanal                                                    | Brésil           | 187 818         | Naturel, (vii), (ix), (x) | 17° 43′ 01″ S, 57° 22′ 59″ O |        |
| 998  | Parc national Jaú                                                                   | Brésil           | 5 232 018       | Naturel, (ix), (x) Étendu en 2003 pour former le complexe de conservation de l'Amazonie centrale. | 2° 15′ 11″ S, 62° 39′ 00″ O |        |
| 971  | Églises de Chiloé                                                                   | Chili            | 13,8977         | Culturel, (ii), (iii) 16 sites | 42° 30′ 00″ S, 73° 46′ 01″ O |        |
| 1002 | Anciens villages du sud de l'Anhui – Xidi et Hongcun                                | Chine            | 52              | Culturel, (iii), (iv), (v) | 29° 54′ 14″ N, 117° 59′ 17″ E |        |
| 1003 | Grottes de Longmen                                                                  | Chine            | 331             | Culturel, (i), (ii), (iii) | 34° 33′ 22″ N, 112° 28′ 12″ E |        |
| 1001 | Mont Qingcheng et système d'irrigation de Dujiangyan                                | Chine            |                 | Culturel, (ii), (iv), (vi) | 30° 54′ 25″ N, 103° 34′ 05″ E |        |
| 1004 | Tombes impériales des dynasties Ming et Qing                                        | Chine            | 2 153,6         | Culturel, (i), (ii), (iii), (iv), (vi) Comprend trois sites : tombe Xianling (zh), tombes Qing orientales et tombes Qing occidentales. Le bien est étendu à deux reprises, en 2003 et 2004. | 31° 12′ 22″ N, 112° 37′ 48″ E 40° 11′ 10″ N, 117° 38′ 49″ E 39° 21′ 40″ N, 115° 20′ 24″ E |        |
| 977  | Sites de dolmens de Gochang, Hwasun et Ganghwa                                      | Corée du Sud     | 51,65           | Culturel, (iii) | 35° 26′ 49″ N, 126° 38′ 56″ E 34° 59′ 13″ N, 126° 55′ 01″ E 37° 46′ 26″ N, 126° 26′ 13″ E |        |
| 976  | Zones historiques de Gyeongju                                                       | Corée du Sud     | 2 880           | Culturel, (ii), (iii) | 35° 47′ 20″ N, 129° 13′ 37″ E |        |
| 963  | Cathédrale Saint-Jacques de Šibenik                                                 | Croatie          | 0,1             | Culturel, (i), (ii), (iv) | 43° 44′ 10″ N, 15° 53′ 20″ E |        |
| 1008 | Paysage archéologique des premières plantations de café du sud-est de Cuba          | Cuba             | 81 475          | Culturel, (iii), (iv) Comprend 7 sites : El Cobre, Dos Palmas Contramaestre, Yateras, El Salvador, Niceto Pérez, Guantánamo, La Gran Piedra (de). | 20° 04′ 01″ N, 75° 55′ 01″ O 19° 58′ 59″ N, 76° 04′ 01″ O 20° 12′ N, 75° 09′ O 20° 12′ 34″ N, 75° 13′ 52″ O 20° 07′ 37″ N, 75° 20′ 31″ O 20° 08′ 17″ N, 75° 12′ 22″ O 20° 00′ 40″ N, 75° 37′ 37″ O                                                          |        |
| 696  | Château de Kronborg                                                                 | Danemark         |                 | Culturel, (iv) | 56° 02′ 20″ N, 12° 37′ 19″ E |        |
| 988  | Églises romanes catalanes de la Vall de Boí                                         | Espagne          | 7,98            | Culturel, (ii), (iv) Comprend 9 églises : église Saint-Félix de Barruera, église Saint-Jean de Boí, église Sainte-Marie de Taüll, église Saint-Clément de Taüll, église Sainte-Marie-de-l'Assomption de Cóll, église Sainte-Marie de Cardet, église de la Nativité de Durro, ermitage Saint-Cyr de Durro, église Sainte-Eulalie d'Erill la Vall. | 42° 30′ 14″ N, 0° 48′ 09″ E 42° 31′ 21″ N, 0° 50′ 01″ E 42° 31′ 13″ N, 0° 50′ 50″ E 42° 31′ 03″ N, 0° 50′ 55″ E 42° 28′ 20″ N, 0° 46′ 22″ E 42° 29′ 52″ N, 0° 47′ 10″ E 42° 29′ 54″ N, 0° 49′ 15″ E 42° 29′ 42″ N, 0° 48′ 41″ E 42° 31′ 29″ N, 0° 49′ 32″ E |        |
| 875  | Ensemble archéologique de Tarraco                                                   | Espagne          | 32,65           | Culturel, (ii), (iii) | 41° 06′ 54″ N, 1° 15′ 32″ E |        |
| 930  | Palmeraie d'Elche                                                                   | Espagne          | 144             | Culturel, (ii), (v) | 38° 16′ 08″ N, 0° 41′ 53″ O |        |
| 987  | Remparts romains de Lugo                                                            | Espagne          | 1,68            | Culturel, (iv) Muraille de Lugo | 43° 00′ 50″ N, 7° 33′ 36″ O |        |
| 989  | Site archéologique d'Atapuerca                                                      | Espagne          | 284,119         | Culturel, (iii), (v) Atapuerca (site préhistorique) | 42° 21′ 00″ N, 3° 31′ 08″ O |        |
| 933  | Val de Loire entre Sully-sur-Loire et Chalonnes                                     | France           | 86 021          | Culturel, (i), (ii), (iv) | 47° 23′ 56″ N, 0° 42′ 11″ E |        |
| 853  | Nécropole paléochrétienne de Pécs (Sopianae)                                        | Hongrie          | 3,76            | Culturel, (iii), (iv) Nécropole paléochrétienne de Pécs | 46° 04′ 26″ N, 18° 13′ 41″ E |        |
| 990  | Assise, la Basilique de San Francesco et autres sites franciscains                  | Italie           | 14 563,25       | Culturel, (i), (ii), (iii), (iv), (vi) | 43° 03′ 58″ N, 12° 37′ 19″ E |        |
| 908  | Isole Eolie (Îles Éoliennes)                                                        | Italie           | 1 216           | Naturel, (viii) | 38° 29′ 49″ N, 14° 56′ 10″ E |        |
| 797  | Ville de Vérone                                                                     | Italie           | 444,4           | Culturel, (ii), (iv) | 45° 26′ 20″ N, 10° 59′ 38″ E |        |
| 972  | Sites Gusuku et biens associés du royaume des Ryukyu                                | Japon            | 54,9            | Culturel, (ii), (iii), (vi) 9 sites : Tamaudun, Sonohyan-utaki Ishimon, château de Nakijin, château de Zakimi, château de Katsuren, château de Nakagusuku, château de Shuri, Shikina-en, Seifa-utaki | 26° 12′ 32″ N, 127° 40′ 59″ E |        |
| 994  | Isthme de Courlande                                                                 | Lituanie, Russie | 33 021          | Culturel, (v) | 55° 16′ 26″ N, 20° 58′ 16″ E |        |
| 1012 | Parc du Kinabalu                                                                    | Malaisie         | 75 370          | Naturel, (ix), (x) | 6° 09′ N, 116° 39′ E |        |
| 1013 | Parc national du Gunung Mulu                                                        | Malaisie         | 52 864          | Naturel, (vii), (viii), (ix), (x) | 4° 02′ 35″ N, 114° 48′ 47″ E |        |
| 613  | Ruines de León Viejo                                                                | Nicaragua        | 31,87           | Culturel, (iii), (iv) | 12° 24′ 04″ N, 86° 37′ 05″ O |        |
| 1010 | Terre de l'encens                                                                   | Oman             | 849,88          | Culturel, (iii), (iv) 4 sites : sites archéologiques de Shisr (ar), Khor Rori et Al-Balid, et parc de l'encens de l'oued Dawkah (en). | 18° 15′ N, 53° 38′ E 17° 02′ N, 55° 26′ E 17° 01′ 01″ N, 54° 03′ 00″ E 17° 21′ N, 54° 04′ E |        |
| 885  | Centre historique de Shakhrisyabz                                                   | Ouzbékistan      | 240             | Culturel, (iii), (iv) | 39° 03′ 00″ N, 66° 49′ 59″ E |        |
| 965  | Rietveld Schröderhuis (maison Schröder de Rietveld)                                 | Pays-Bas         | 0,0075          | Culturel, (i), (ii) | 52° 05′ 06″ N, 5° 08′ 53″ E |        |
| 1016 | Centre historique de la ville d'Arequipa                                            | Pérou            | 166,52          | Culturel, (i), (iv) | 16° 24′ 00″ S, 71° 31′ 59″ O |        |
| 984  | Paysage industriel de Blaenavon                                                     | Royaume-Uni      | 3 290           | Culturel, (iii), (iv) | 51° 46′ 12″ N, 3° 05′ 31″ O |        |
| 983  | Ville historique de St George et les fortifications associées (en), aux Bermudes    | Royaume-Uni      | 257,5           | Culturel, (iv) | 32° 22′ 44″ N, 64° 40′ 41″ O |        |
| 982  | Ensemble du monastère de Ferapontov                                                 | Russie           | 2,1             | Culturel, (i), (iv) | 59° 57′ 22″ N, 38° 34′ 05″ E |        |
| 980  | Ensemble historique et architectural du Kremlin de Kazan                            | Russie           | 13,45           | Culturel, (ii), (iii), (iv) | 55° 47′ 49″ N, 49° 06′ 25″ E |        |
| 956  | Île de Saint-Louis                                                                  | Sénégal          |                 | Culturel, (ii), (iv) | 16° 01′ 41″ N, 16° 30′ 14″ O |        |
| 973  | Réserve de conservation de la ville de Bardejov                                     | Slovaquie        | 23,6            | Culturel, (iii), (iv) | 49° 17′ 35″ N, 21° 16′ 44″ E |        |
| 898  | Haute Côte                                                                          | Suède            | 142,5           | Naturel, (viii) Étendu à l’archipel de Kvarken en Finlande en 2006. | 63° 00′ N, 18° 25′ E |        |
| 968  | Paysage agricole du sud d'Öland                                                     | Suède            | 56 323          | Culturel, (iv), (v) | 56° 28′ 01″ N, 16° 33′ 00″ E |        |
| 884  | Trois châteaux, muraille et remparts du bourg de Bellinzone                         | Suisse           | 14,698          | Culturel, (iv) | 46° 11′ 35″ N, 9° 01′ 19″ E |        |
| 1017 | Réserve naturelle du Suriname central                                               | Suriname         | 1 600 000       | Naturel, (ix), (x) | 4° 00′ N, 56° 30′ O |        |
| 173  | La ville de pierre de Zanzibar                                                      | Tanzanie         | 96              | Culturel, (ii), (iii), (vi) | 6° 09′ 54″ S, 39° 11′ 56″ E |        |
| 859  | Colonne de la Sainte Trinité à Olomouc                                              | Tchéquie         | 0,05            | Culturel, (i), (iv) | 49° 35′ 38″ N, 17° 15′ 00″ E |        |
| 986  | Ciudad Universitaria de Caracas                                                     | Venezuela        | 164,203         | Culturel, (i), (iv) | 10° 29′ 28″ N, 66° 53′ 28″ O |        |

### Extension
Les limites des cinq biens suivants, déjà inscrits au patrimoine mondial, sont étendues de façon significative,,.
| Id. | Bien                                                       | Pays               | Superficie (ha) | Critères et notes | Coordonnées                   | Illus. |
| --- | ---------------------------------------------------------- | ------------------ | --------------- | --- | ----------------------------- | ------ |
| 777 | Monastères de Haghbat et de Sanahin                        | Arménie            | 2,65            | Culturel, (ii), (iv) Inscrit en 1996, le bien est étendu au monastère de Sanahin,. | 41° 05′ 13″ N, 44° 39′ 58″ E  |        |
| 813 | Jardins classiques de Suzhou                               | Chine              | 11,922          | Culturel, (i), (ii), (iii), (iv), (v) Inscrit en 1997, le bien est étendu à cinq nouveaux jardins,. | 31° 19′ 23″ N, 120° 37′ 30″ E |        |
| 707 | Palais du Potala et monastère du temple de Jokhang, Lhassa | Chine              | 20,5            | Culturel, (i), (iv), (vi) Inscrit en 1994, le bien est étendu au monastère du temple de Jokhang,. L'année suivante, le bien est à nouveau étendu au Norbulingka et prend le nom d'ensemble historique du Palais du Potala. | 29° 39′ 11″ N, 91° 07′ 55″ E  |        |
| 98  | Parc national Plitvice                                     | Croatie            | 29 581,71       | Naturel, (vii), (viii), (ix) Inscrit en 1979, le bien est étendu pour correspondre à la totalité du parc national et assurer une meilleure protection des bassins versants,.                                               | 44° 52′ 41″ N, 15° 36′ 50″ E  |        |
| 725 | Grottes du karst d'Aggtelek et du karst de Slovaquie       | Hongrie, Slovaquie | 56 650,57       | Naturel, (viii) Inscrit en 1979, le bien est étendu à la grotte de glace de Dobšiná,. | 48° 52′ 01″ N, 20° 18′ 14″ E  |        |

### Patrimoine en péril
Trois biens sont inscrits sur la liste du patrimoine mondial en péril.
| Id. | Bien                                 | Pays     | Notes | Coordonnées                  | Illus. |
| --- | ------------------------------------ | -------- | --- | ---------------------------- | ------ |
| 171 | Fort et jardins de Shalimar à Lahore | Pakistan | Inscrit en 1981. Inscrit sur la liste du patrimoine mondial en péril à la demande du Pakistan afin de mener à bien d'importants travaux de rénovation. Retiré de cette liste en 2012. | 31° 35′ N, 74° 19′ E         |        |
| 25  | Parc national des oiseaux du Djoudj  | Sénégal  | Inscrit en 1981. Déjà en péril entre 1984 et 1988. Menacé par l'introduction de la Salvinia molesta. Retiré de la liste en 2006.                                                      | 16° 30′ 00″ N, 16° 10′ 01″ O |        |
| 611 | Ville historique de Zabid            | Yémen    | Inscrit en 1993. En péril à cause de l'état des bâtiments historiques. | 14° 11′ 53″ N, 43° 19′ 48″ E |        |

### Ajournements
L'examen de deux propositions est ajourné et reconduit à une date ultérieure.
| Bien                                             | Pays               | Notes | Coordonnées                  | Illus. |
| ------------------------------------------------ | ------------------ | --- | ---------------------------- | ------ |
| La vieille ville de Mostar                       | Bosnie-Herzégovine | Inscription différée pour permettre à la Bosnie-Herzégovine de fournir plus d'information sur la protection du site. Inscrit en 2005. | 43° 20′ 53″ N, 17° 48′ 40″ E |        |
| L'ensemble historique et archéologique de Bolgar | Russie             | Examen différé pour permettre à la Russie de fournir plus d'information. Inscrit en 2014.                                             | 54° 54′ 00″ N, 49° 01′ 01″ E |        |

### Rejets
Deux propositions sont rejetées par le comité et ne conduisent pas à une inscription au patrimoine mondial.
| Bien              | Pays                                    | Notes                                                                       | Coordonnées                  | Illus. |
| ----------------- | --------------------------------------- | --------------------------------------------------------------------------- | ---------------------------- | ------ |
| Kopački Rit       | Croatie                                 | Site ne répondant pas aux critères de la convention du patrimoine mondial,. | 45° 37′ 52″ N, 18° 53′ 31″ E |        |
| Vallée de l'Abava | Liste du patrimoine mondial en Lettonie | Valeur universelle non établie,.                                            | 57° 04′ 48″ N, 22° 22′ 23″ E |        |